# Aeródromo de Peleliu
El Aeródromo de Peleliu  (en inglés: Peleliu Airfield) (FAA LID: C23) es un pequeño aeródromo en Peleliu, una de las islas de Palaos. También sirvió como un campo de aviación durante la Segunda Guerra Mundial.
El aeródromo fue construido por los japoneses en 1944 con un par de pistas que se cruzan. Durante la Batalla de Peleliu, el 15 de septiembre de 1944, 11.000 japoneses defendieron la isla cuando la 1.ª División de Marina la asaltó mediante un aterrizaje en la esquina suroeste de la isla, justo al oeste de la pista de aterrizaje. 
Tras el final de la guerra, Peleliu y su campo de aviación fueron abandonados por los estadounidenses. Hoy en día la vegetación en la isla, que fue quemado en gran medida por la batalla, ha vuelto a crecer y ha sustituido las cicatrices de la guerra. Debido a que fue fuertemente defendido por los japoneses, todavía hay tanques, Amtracs, cantinas, cascos, etc., dispersos en la selva. Todavía existe la pista de aterrizaje, y tiene un uso limitado con la pista SW- NE aún utilizable, pero solo para aviones ligeros.